# Logomo
Logomo är ett evenemangscenter i Åbo i det finländska landskapet Egentliga Finland. Centret ligger nära Åbo centralstation i stadsdelen Norrstan. Förutom utställnings- och evenemangsutrymmen har Logomo en restaurang samt kontorslokaler för företag och konstnärer. Tidigare fungerade Logomo som VR:s verkstad. Byggnaden omvandlades till ett kulturcenter år 2011 och fungerade som en av huvudscenerna för Europeiska kulturhuvudstadsårets slutliga evenemang. Byggnaden har en total yta på cirka 9 000 kvadratmeter.
Byggnadens äldsta del byggdes år 1876 som en verkstad för VR, och den har senare utvidgats nio gånger.
Logomo har även använts som plats för olika TV-shower så som The Voice of Finland och Tävlingen för ny musik.